# 信達生物

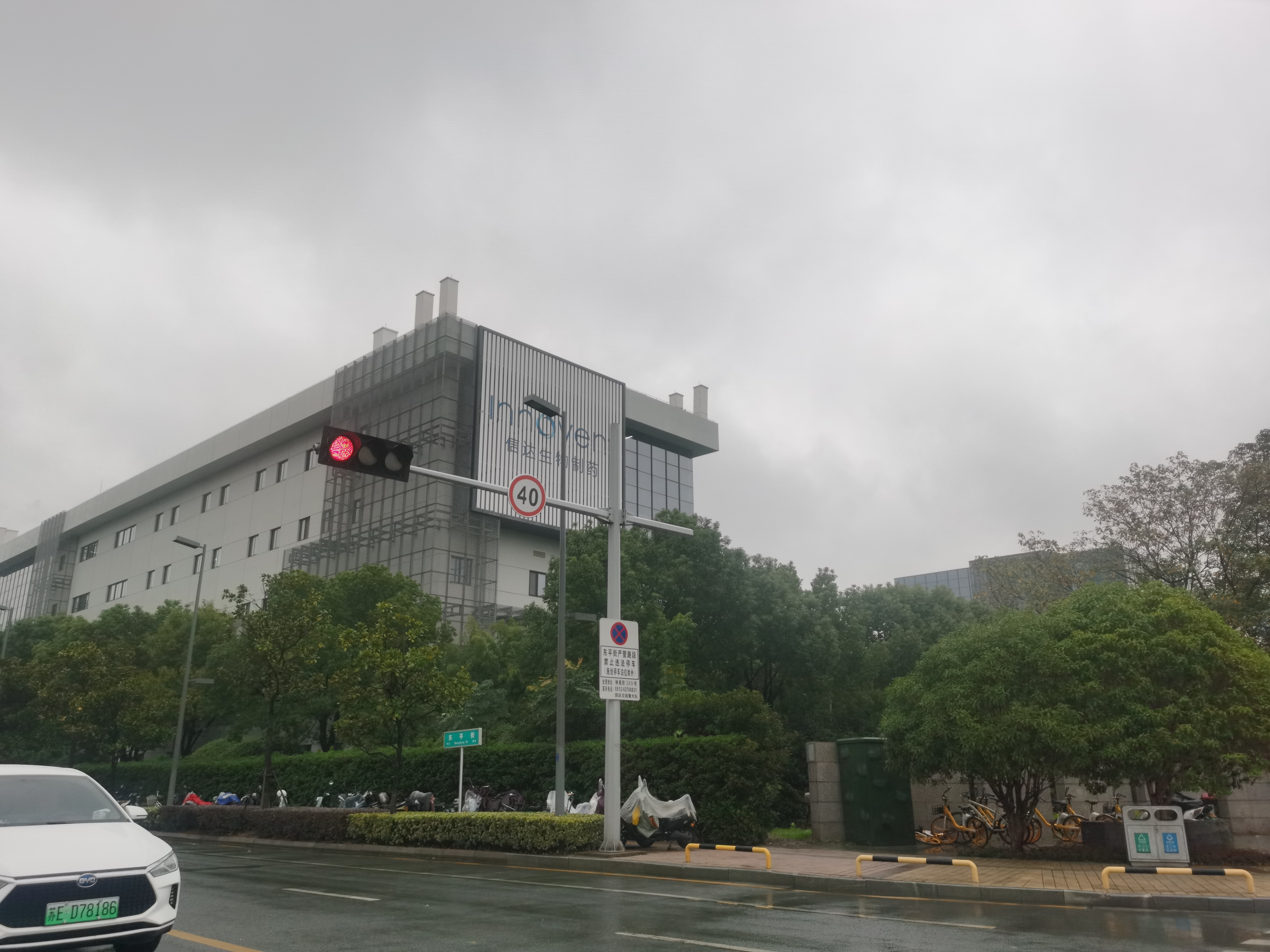
信达生物总部的一座办公楼

信达生物制药（英语：Innovent Biologics, Inc.，港交所：1801），或称信达生物制药集团，简称信达生物，是中华人民共和国的一家制药公司，公司在开曼群岛注册，总部位于江蘇省苏州市蘇州工業園區。该公司成立于2011年，创始人为俞德超博士，主要业务为开发、生产和销售用于治疗肿瘤等重大疾病的创新药物。

## 历史
信达生物于2011年4月28日在開曼群島註冊成立，同年8月在苏州成立信達蘇州，作为主要營運附屬公司。创始人俞德超博士出生于浙江省天台县，1982年从浙江林学院（现已并入浙江大学）毕业后在南京林业大学、中国科学院攻读硕士、博士学位。1993年到加州大学旧金山分校进行药物化学博士后研究，此后在创新医药领域学习研究近30年。他先后在美国担任过Calydon（后被Cell Genesys收购）、Applied
Genetic Technology公司的高管。2006年回国后到康弘药业任职，研发出中国首个具有全球知识产权的单克隆抗体“康柏西普”，后于2013年获批上市。2011年，俞德超和团队创立了信达生物，创办之初便提出“做中国最好、国际一流的高端生物药公司”的发展目标。
信达生物创立后，先后获得多轮融资。2011年10月，信达生物拿到1000万美元的A轮融资；2012年6月，再次完成2500万美元的B轮融资。此后分别于2015年1月、2016年11月和2018年4月获得三轮融资，参与机构涉及斯道资本、礼来亚洲基金、君联资本、淡马锡、高瓴资本等。其中D轮创下单轮2.62亿美元的中国生物医药史上最大融资纪录。公司创始人俞德超曾表示，融资与信达生物的发展及产品研发进展密不可分，不同阶段资金投向皆有所侧重。
2014年5月，该公司完成大型生產設施建設，並遷入公司新建成的總部。2015年3月和10月，信达生物和礼来两次签订战略合作协议，针对3个单抗和3个双特异性抗体项目的开发达成战略合作，信达生物可获得首付款及里程碑款总金额超15亿美元，促成了当时中国生物医药史上金额最大的国际合作。信达生物是第一个将创新生物药的国际市场授权给世界500强制药集团的中国企业。
2018年6月28日，信达生物向港交所递交招股书，10月1日通过港交所上市聆讯，后在香港首次公开招股，以每股13.98港元的价格发售2.36亿股，募资规模约32.99亿港元。招股书显示，信达生物此次募资的65%拟用于公司四大核心产品，25%拟用于拨资正在进行及计划中的候选药物的临床试验、注册备案准备事宜及潜在的商业化推出(销售及市场推广)，10%拟用作营运资金及一般公司用途。财务数据显示，信达生物2016-2018年上半年连续亏损，是继歌礼制药、百济神州和华领医药后，第四家在港交所招股上市的未盈利生物制药企业。递交招股书时，公司产品尚未获准进行商业销售，因此尚未从产品销售产生任何收入，主要的收入来源于政府补助和一些服务授权。10月31日，信达生物正式在港交所挂牌上市，成为江苏省首家在港交所上市的生物医药企业。

## 业务及产品
信达生物以开发、生产和销售用于治疗肿瘤等重大疾病的创新药物为主要业务。公司建成了全面集成的生物醫藥平台，將研究、發現、開發、製造和商業化能力整合於一體，促使公司在腫瘤、眼科、自身免疫和代謝疾病領域建立了一個強大的創新和具有商業前景的產品線，包括單克隆抗體和其他生物藥物。截至2022年3月，公司有7款产品獲批上市，1个品种在中国国家药监局审评中，5个新药分子进入III期或关键性临床研究，另外有19个新药品种已进入临床研究，其中7个品种入选中国“重大新药创制”专项。
信达生物拥有9万平米的生产基地，同时符合中国NMPA、美国FDA和欧盟EMA的GMP标准，总产能达81,000升。公司员工大部分具有境外学习和工作背景，硕士及以上学历占三分之一，约四成有在大型药企工作的经验。在公司内部邮件中，俞德超总是称呼同事为“亲爱的同学们”，以此通过这一称呼形容信达成为一所“学校”，在这所“学校”里，每个人都能不断学习和成长。

### 已上市产品
信达生物已上市的产品包括（含自研产品及代理产品）：
- 达伯舒（信迪利单抗注射液，IBI-308）：一種創新全人源PD-1單克隆抗體，用於治疗经过二线系统化疗的复发或难治性经典型霍奇金淋巴瘤，是中国企业自主研发并拥有完全自主知识产权的1类创新药。2018年12月28日，通过中国国家药监局优先审评审批程序获准上市[13]。2019年11月28日入选中国国家医疗保障局國家醫保目錄乙類範圍，成為唯一一個進入新版中国國家醫保目錄的PD-1抑制劑。[14]
- 达攸同（贝伐珠单抗生物类似药，IBI-305）：适用于晚期非小细胞肺癌和转移性结直肠癌。2020年6月19日经中国国家药监局获批上市。[15]
- 苏立信（阿达木单抗生物类似药，IBI-303）：一種全人源單克隆抗體，用于治疗类风湿关节炎、强直性脊柱炎、银屑病。2020年9月3日经中国国家药监局获批上市。[16]
- 达伯华（利妥昔单抗生物类似药，IBI-301）：一種重組嵌合單克隆抗體，用于治疗弥漫性大B细胞淋巴瘤、滤泡性淋巴瘤、慢性淋巴细胞性白血病等。2020年10月9日经中国国家药监局获批上市。[17]
- 达伯坦（佩米替尼片）：用于经检测确认存在有FGFR2融合或重排的晚期、转移性或不可手术切除的胆管癌成人患者的治疗。该药由Incyte和信达生物共同开发，信达生物负责该药品在中国大陆、香港、澳门和台湾地区的商业化。2021年6月在台湾获批，2022年1月在香港获批，同年4月在中国大陆获批上市。[18]
- 耐立克（奥雷巴替尼片）：用于治疗任何酪氨酸激酶抑制剂(TKI)耐药，并采用经充分验证的检测方法诊断为伴有T315I突变的慢性髓细胞白血病(CML)慢性期(CP)或加速期(AP)的成年患者。2021年7月14日，亚盛医药与信达生物达成合作及授权协议，共同负责该药在中国市场的商业化推广。11月25日经中国国家药监局获批上市。[19]
- 希冉择（雷莫西尤单抗）：一种与VEGFR-2特异性结合的全人源IgG1单克隆抗体。2022年3月28日，信达生物与礼来制药宣布深化战略合作，信达生物获得在中国大陆进口、销售、推广和分销希冉择的优先谈判权。[11]

### 在研产品
信达生物部分在研产品如下：
- 托莱西单抗注射液（PCSK-9单克隆抗体，IBI-306）：用于治疗原发性高胆固醇血症（包括杂合子型家族性和非家族性高胆固醇血症）和混合型血脂异常。2022年6月14日，中国国家药监局受理该药的新药上市许可申请。[20]
- IBI-310：全人源單克隆抗CTLA-4抗體候選藥物，與“達伯舒”可聯合用於治療各種癌症。
- IBI-302：用於治療眼部疾病的一種全人源雙特異性抗體候選藥物。
- IBI-307：用於治療與癌症轉移相關的骨質疏鬆症和溶骨性骨病變的全人源單克隆抗體候選藥物。
- IBI-101：用於治療癌症和乙型肝炎的全人源單克隆抗體候選藥物。
- IBI-188、IBI-110、IBI-939：用於治療癌症的一種全人源單克隆抗體候選藥物。
- IBI-322：用於治療癌症的一種抗CD47/PD-L1雙特異性抗體。
- IBI-318、IBI-319、IBI-315：一種結合信迪利單抗的抗PD-1結合主鏈的雙特異性抗體。
- IBI-323：用於治療癌症的一種抗LAG-3/PD-L1雙特異性抗體。

### 研发实力
信达生物拥有一支具有国际先进水平的高端生物药开发、产业化人才团队，大部分专家有境外工作背景，并与美国礼来、Adimab、Incyte、MDAnderson癌症中心和韩国韓美藥品等企业达成战略合作。公司亦成立了美國實驗室，並持續招募全球產品開發團隊，作為公司藥物研發創新平台“信達國清院”的研發創新中心
和臨床實踐，加速全球產品開發及註冊。

## 荣誉
信达生物于2012年被评为苏州工业园区“科技领军人才企业”；，2015年被中國醫藥生物技術協會評為「中國醫藥與生物技術十大進展」企業之一；被中华人民共和国科學技術部火炬高技術產業中心選入「2017中國獨角獸企業榜單」。公司在《2022中国药品研发综合实力排行榜TOP100》中排名第九位，在生物药分支榜单中排名第二位。